# N880 (België)
De N880 is een gewestweg in Halma in de Belgische provincie Luxemburg. Deze weg verbindt de N40 met de N846 ten zuidoosten van de dorpskern.
De totale lengte van de N880 bedraagt 700 meter.